# Stephen Nichols
Stephen Nichols (Cincinnati (Ohio), 19 februari 1951) is een Amerikaans acteur, vooral bekend van soapseries.
In 1985 vervoegde hij de cast van Days of our Lives in de populaire rol van Steve Johnson met de bijnaam Patch vanwege zijn ooglapje. Samen met zijn tegenspeelster Mary Beth Evans waren ze een van de populairste soapsuperkoppels. In 1990 werd Patch vermoord, maar werd de optie open gelaten hem ooit terug tot leven te roepen, wat wel vaker gebeurt bij soaps.
Op vraag van Charles Shaughnessy (ex-collega bij Days) speelde hij een gastrol in de populaire sitcom The Nanny. Van 1996 tot 2003  speelde hij de rol van Stefan Cassadine in de serie General Hospital waar hij opnieuw Mary Beth Evans ontmoette als tegenspeelster.
In 2006 keerde hij (samen met Mary Beth) na 16 jaar afwezigheid terug naar Days.
- Biblioteca Nacional de España: XX4897462
- International Standard Name Identifier: 0000 0000 7769 0493
- Nationale Bibliotheek van Tsjechië: xx0186186